# Жертва (комикс)
«Же́ртва» (англ. The Sacrifice) — цифровой комикс, созданный Valve Corporation на основе игры Left 4 Dead. Комикс описывает события, которые произошли с главными героями этой игры между кампаниями «Кровавая жатва» из Left 4 Dead и «Переход» из Left 4 Dead 2. Сюжет комикса тесно связан с событиями кампании «Жертва», которая была добавлена в игру вскоре после выхода комикса.

## Сюжет
Все четыре выпуска комикса составляют единый сюжет, но в середине каждого выпуска показано флэшбэк-воспоминание одного из Выживших о первой встрече с Заражёнными.

### Часть 1. Луис
В начале повествования показан тяжелораненый Билл на полу маленькой комнатки, к которому приближаются три Танка. Перед лицом смерти он вспоминает своих друзей — Зои, Луиса и Френсиса — и радуется, что они теперь в безопасности. Билл закуривает, и на него бросается один из Танков.
За неделю до этого.
Выжившие обороняются в здании от орд Заражённых, дожидаясь спасательного транспорта — военного БТР. Перед самым прибытием транспорта в дом врывается Танк. Билл взрывает его газовым баллоном, и Выжившие быстро справляются с угрозой слаженной атакой из своего оружия. Когда все почти забрались в БТР, Френсиса за ногу цепляет Курильщик своим длинным языком. Луис не даёт утащить байкера, успев схватить его за руку, а Зои метко отстреливает языкастому зомби голову. Вроде бы всё хорошо — Выжившие в бронированном транспорте, Луис радуется, что все беды позади, но Френсис как всегда недоволен и предполагает худшее. И оказывается прав — водитель подозрительно неразговорчив, а когда он докладывает по рации о том, что найдены выжившие люди, то ему приказывают вести их не в безопасную зону «Эхо», а на военную базу «Милхейвен». Выжившие понимают — у них опять неприятности. Луис вспоминает, как он впервые столкнулся с Заражёнными.
Филадельфия. Два дня после начала эпидемии.
После начала зомби-апокалипсиса, пока ещё не были известны масштабы распространения опасной инфекции, Луис пытался вести нормальную жизнь — он работал программистом в крупной компании и считал, что после того, как всё закончится, начальство оценит тех, кто не сбежал, а продолжал работать. Но всё изменилось, когда на Луиса в туалете напал один из Заражённых. И чтоб выжить ответственному работнику пришлось забить насмерть напавшего на него зомби держателем для туалетной бумаги. И только после этого Луис взглянул в окно и заметил, что общество погрузилось в хаос, и понял, что его жизнь изменилась навсегда.
Повествование возвращается к Выжившим, подъезжающим на БТР к военной базе. Их встречают вооружённые солдаты, которые настроены отнюдь не дружелюбно — сразу же отбирают оружие и не церемонясь ударяют прикладом в челюсть Френсису после его очередной шутки. Солдаты под угрозой расправы ведут Выживших на некую «проверку». Солдаты не отвечают на вопрос Зои, что будет, если они не пройдут проверку, но девушка, видя как сжигают трупы, сама всё осознаёт.

### Часть 2. Зои
Выживших разделили — Френсиса и Луиса изолировали в герметичной камере, а Зои и Билла отвели к врачу. Во время разговора с охранниками Френсис и Луис выясняют, что военные почти ничего не знают о Заражённых: ни то, что их привлекают громкие звуки, ни то, что вирус заставляет некоторых людей мутировать в Особых Заражённых.
Лейтенант Мора — командир разведывательной группы — представляет рапорт своему начальнику и управляющему базой майору Эверли. Майор не верит сведениям об Особых Заражённых и не принимает доводы лейтенанта о том, что аванпост не готов к атаке необычных зомби. Он отвергает предложение передислоцироваться на базу «Эхо», которая лучше защищена, и приказывает больше не поднимать этот вопрос.
Врач, который осматривает Билла и Зои, сообщает им, что они не иммунны к вирусу. Выжившие тоже заражены и являются носителями вируса, таким образом представляя угрозу для здоровых людей. Врач утверждает, что генетическая предрасположенность к бессимптомному течению болезни передаётся по мужской линии, и принимает Билла и Зои за отца и дочь. Зои отвечает, что Билл не её отец, и вспоминает, что случилось с её родителями.
Филадельфия. Два дня после начала эпидемии.
Зои ужинает со своими родителями, которые ругаются. Мать упрекает отца, что Зои прожила с ним в течение всего лишь одного учебного семестра, а её уже выгнали из колледжа. Отец Зои — полицейский — обвиняет свою жену в том, что в отличие от неё он работает, и что она живёт в их общем доме со своим новым парнем, в то время как он вынужден жить в съёмной квартире. Выясняется, что вместо того, чтобы учиться в колледже кинематографии, Зои целыми днями смотрела фильмы ужасов. Пока семья ссорится, в их дом проникает Заражённый. Отец Зои, приняв Заражённого за сумасшедшего бездомного, велит тому уйти, угрожая пистолетом, но тот бросается на мать Зои и кусает её. Отец отстреливает зомби голову. Зои пытается позвонить в службу спасения, чтобы вызвать помощь раненной матери, но номер занят. Тем временем мать Зои становится зомби и кусает отца. Он убивает её, когда она пытается покусать и Зои. Отец вспоминает те фильмы ужасов, что он смотрел с Зои, когда она была маленькой, и просит убить его, пока он сам не стал зомби. Зои со слезами на глазах выполняет его волю и остаётся совсем одна.
Повествование возвращается к Выжившим. Доктор, который и сам является носителем вируса, уговаривает Билла и Зои помочь ему бежать, объясняя, что будущее человечества за ними, невосприимчивыми носителями. Но их разговор прерывает оглушительная сирена. Зои и Билл объясняют врачу, что им надо уносить ноги — громкие звуки привлекают Заражённых.
Оказывается, что сирена — это сигнал эвакуации, который включил Мора. Вместе со своими подчинёнными он отстраняет Эверли от командования.
Луис и Френсис, услышав сирену, понимают, что скоро на базу нападут Заражённые, и пытаются уговорить охранников выпустить их. Но те опасаются гнева лейтенанта. Неожиданно в коридор с камерой проникает Ведьма. Выжившие убеждают солдат не стрелять и затаиться, дав Ведьме пройти. Охранники понимают, что Выжившие, знающие повадки Заражённых, — их единственный шанс спастись, и открывают камеру. По дороге в оружейную на них нападает Толстяк, Френсис отталкивает его, но немного феромонной рвоты попадает на него. Это привлекает Орду.

### Часть 3. Френсис
Огромное количество Заражённых заполоняет базу. Зои, Билл и врач с боем пробиваются к оружейной, в которой они встречают Френсиса, Луиса и двух охранников. Солдаты сообщают, что с базы есть запасной путь — железнодорожная ветка. Но есть проблема — между Выжившими и депо с поездом располагается полмили двора, заполненного агрессивными Заражёнными. Билл заявляет, что раз они добрались до этой базы из самой Филадельфии, то двор они смогут легко преодолеть. После очередной шутки Френсиса о бороде Билла, Зои спрашивает байкера как ему удаётся оставаться таким оптимистичным. Френсис отвечает, что зомби-апокалипсис лучшее, что с ним случалось, и вспоминает, как он впервые встретился с Заражёнными.
Филадельфия. Два дня после начала эпидемии.
Френсиса застаёт полицейский за воровством телевизора из магазина электроники. Вор пытается выдать себя за коллегу полицейского, но тот, естественно, ему не верит. Френсис получает срок и перед исполнением приговора проводит последний вечер со своими приятелями и очередной подружкой. Когда Френсис вышел со своей пассией на улицу, чтобы поцеловаться наедине, девушку тошнит на него. Но она не просто пьяна, а заражена и кусает Френсиса в шею. Приятель Френсиса — Дюк — застреливает Заражённую и рассказывает свою теорию, что эпидемия — это часть плана правительства. Френсис очень рад такому повороту судьбы — зомби не посадят в тюрьму, а значит можно делать, что хочешь. Парни притаскивают музыкальный автомат и пиво на крышу, берут пушки и начинают отстреливать Заражённых.
Повествование возвращается к нападению Заражённых на военную базу. Лейтенант Мора и его люди отбиваются от зомби и пытаются продвинуться к транспорту. Но один из Заражённых срывает с лейтенанта противогаз и царапает его, а значит он может заразиться вирусом, и солдаты бросают своего командира на растерзание зомби.
Выжившие, доктор и примкнувшие к ним солдаты выходят из здания и начинают свой путь длиною в полмили к поезду. План Билла — двигаться на поезде на юг, и он сразу заявляет, что отставших ждать не будет. Зои говорит, что не позволит ему бросить новичков и спрашивает его, оставит ли он и их, своих друзей, если они отстанут, на что Билл отвечает «нет, своих не бросаем». Группа встречает лейтенанта Мору, которого серьёзно ранили Заражённые. У Мора галлюцинации, то ли из-за ран и кровопотери, то ли из-за начавшегося заражения. Он считает, что всё произошло из-за Выживших, и пытается их убить, но Билл вырубает его сильным ударом. Тут появляется Танк и отрывает валяющемуся на земле Море голову, а потом, ухватившись за хвост вертолёта, на котором пытается улететь майор Эверли, бросает вертолёт в стену, что приводит его к взрыву. Танк начинает швыряться кусками асфальта, но Луис направляет в него машину с пробитым бензобаком, а Билл поджигает пролитый бензин. Машина взрывается вместе с Танком. Солдаты отделяются от группы, они направляются на укреплённый маяк, чтобы отбиться от Заражённых и отправиться потом на базу «Эхо». И несмотря на предупреждение Зои, что Заражённые будут атаковать вечно, группа разделяется. Выжившие добираются до поезда, и Билл, единственный умеющий управлять поездом, сразу начинает движение. Но доктор, застигнутый врасплох Охотником, не успевает заскочить на поезд, а Билл не притормаживает состав, не давая Зои подхватить врача на ходу. Зои требует, чтобы Билл остановил поезд, чтобы подобрать тех, кто мог ещё спастись. Но Билл не делает этого.

### Часть 4. Билл
Френсис нежится на солнце тропического острова с бутылочкой пива. Всё складывается просто идеально — к острову пристаёт корабль полный красоток в бикини, которые планируют «опробовать новый способ приготовления пива голышом», Луис и его крохотный островок никому не нужны, а Билл прислуживает Френсису… Но крик Зои вырывает Френсиса из его сна. Девушка просит байкера поговорить с Биллом, но Френсис только отмахивается от неё и снова засыпает. Зои решается сама поговорить со стариком. Она обвиняет Билла, что тот обрёк доктора на смерть и бросил солдат на съедение зомби только ради того, чтобы сбежать на остров. Зои пытается уговорить ветерана, что надо найти других бессимптомных носителей вируса, чтобы вместе сражаться с Заражёнными. Но Билл не хочет её слушать, он говорит, что они сами выжили по счастливой случайности, если спрятаться на острове, у них есть шанс, и добавляет, что всех встречных им не спасти, а единственный способ не умереть — это держаться вместе. Зои же отвечает, что понимает, что ему видимо такое положение вещей по душе, а вот она хочет спасти людей и очистить мир от Заражённых или умереть пытаясь сделать это. Проснувшемуся Френсису приходится не по душе эта словесная перепалка, и он говорит, что он «лучше пойдёт потусуется с Луисом», Зои уходит с ним, оставляя Билла одного. Он оглядывается назад и вспоминает, с чего всё началось.
Филадельфия. Два дня после начала эпидемии.
Билл ждёт проведения некой медицинской процедуры в госпитале для ветеранов. Врач-интерн, который будет проводить процедуру, пытается разговорить Билла, но тот лишь мрачно курит, нарушая больничные правила. Во время подготовки к операции Билла, которому уже начали подавать усыпляющий газ для общего наркоза, на врачей накидывается медсестра, оказавшаяся Заражённой, и убивает их. Биллу, полу-усыплённому воздействием анестезиологического газа, удаётся справиться с медсестрой-зомби. Старый солдат, борясь со снотворным, находит кладовку с медицинскими инструментами и пробивается из госпиталя к себе домой, кромсая Заражённых пилами для костей. В своей квартире Билл надевает свою старую военную форму и выходит на улицу, чтобы продолжать убивать зомби, но уже огнестрельным оружием.
Повествование возвращается к Выжившим, которые бегут по улице, отстреливая встречных Заражённых. Билл и Луис обсуждают, какой же им остров выбрать для своей базы, а Френсис и Зои обсуждают Билла. Зои признаётся, что любит Билла как часть своей новой семьи, но ошибалась, считая, что знает его. Френсис отвечает, что «Билл не всегда поступает так как нужно, но он всегда делает это из хороших побуждений».
Луис находит яхту, но чья-та рука из трюма ранит его ногу — оказывается, что яхта заполнена Ведьмами в бикини. Билл находит парусник полный припасов, медикаментов и оружия. Но яхта не может пройти по реке из-за того, что мост опущен. Выжившим приходится идти на мост, чтобы включить механизм подъёма моста, но он не работает без электричества. Выжившие разделяются по двое: Френсис и Луис остаются на мосту прикрывать Билла и Зои, которые пошли включать генератор. После включения генератора мост начинает подниматься, но подъёмный механизм издаёт столько шума, что привлекает всех Заражённых в округе. Неожиданно генератор глохнет, и мост останавливается на середине подъёма. К мосту приближаются четыре Танка, которые могут легко забраться на полуподнятый мост. Выжившие понимают, что это конец. Даже Луис, обычно настроенный оптимистично, сдаётся. Но неожиданно Билл спрыгивает с моста, чтобы включить генератор. Одновременно, он отвлекает на себя Танков, чтобы они не успели забраться на мост. У Билла получается перезапустить генератор, но когда он уже решает попытаться пробиться обратно к мосту, его сшибает Танк мощным ударом, откидывая его в подсобное помещение. Далее повторяется начало комикса, где на раненого Билла надвигаются три танка.
Френсис хочет спуститься и попытаться спасти Билла, но Зои его останавливает, говоря что Билла уже нет, и что если они спустятся с моста, то только сделают жертву Билла напрасной. Последняя страница комикса показывает Выживших плывущих на яхте к архипелагу Флорида-Кис.

## История создания
В Valve хотели вывести вселенную Left 4 Dead за пределы игры, как это было сделано с другим их творением — игрой Team Fortress 2, комиксы и короткие фильмы по которой были очень хорошо приняты игровым сообществом, что в конечном счёте положительно сказалось на продажах.
Хотя сюжет комикса тесно связан с сюжетом кампании «Жертва», разработчики не хотели, чтобы он был полностью перенесён в игру, поэтому они добавили опцию, позволяющую игрокам самим решать, как именно закончится кампания.
В Valve заметили, что они терпеть не могут, когда по играм делают плохие фильмы или комиксы, так как большинство из них «не связаны с источником [игрой]». Поэтому они решили сделать комикс собственноручно. Чтобы качество комикса достигло определённого уровня, его прорисовку они поручили известному иллюстратору Майклу Эйвону Омингу.
Хотя первоначально комикс были меньше его текущего размера, со временем он вырос настолько, что из него вырезали некоторые куски для более яркой передачи истории главных героев. В Valve также объяснили, что по их мнению комиксы лучше чем фильмы подходят для адаптации игры, так как, когда игроки привязываются к персонажам, им хочется узнать про них побольше информации, а комиксы — это отличный способ рассказать о героях то, что не было отражено в игре. На вопрос, почему в комиксе погиб именно Билл, Valve ответили, что они выбрали наиболее популярного и харизматичного из всех героев, самопожертвование которого хорошо вписывалось в сюжет комикса.
Комикс «Жертва» был выпущен в 4 частях. Valve сделали возможность скачать его бесплатно в PDF-формате или посмотреть на их официальном сайте. Также была выпущена версия комикса без текста и подписей, чтобы фанаты смогли локализовать комикс на других языках или написать свою собственную историю.
Valve пообещали, что лучший любительский комикс будет отмечен в блоге разработчиков.
Первая часть комикса вышла 14 сентября 2010 года.
Каждая последующая часть выходила раз в неделю. Вместе с последним, четвёртым, выпуском комикса вышло и само дополнение к игре под названием The Sacrifice.
Вскоре были выпущены версии комикса для iPhone и iPad.
На вопрос, будет ли Valve выпускать ещё комиксы, они дали положительный ответ.

## Отзывы
Тайлер Нагата из GamesRadar написал, что для второго выпуска комикс получился «довольно хорошим», похвалив его «эмоциональные диалоги и беспорядочные стычки с особыми заражёнными». Майкл МакВертор с сайта Kotaku.com порекомендовал этот комикс фанатам этой серии игр.
Гус Мастрапа из Wired похвалил красочное описание боевых действий и хорошую передачу мрачной атмосферы.
Ник Честер из Destructoid назвал комикс «хорошей рекламой» для новой кампании Left 4 Dead.
PC Gamer назвал комикс «захватывающим».
Перед выходом комикса Кирон Гиллен из Rock, Paper, Shotgun выразил интерес к нему, отметив «фантастическое» визуальное повествование иллюстратора Майкла Оминга.
С выходом второй части комикса вслед за Rock Paper Shotgun журналист Алек Мэр настоятельно рекомендовал его читателям, отметив «лёгкое расстройство» из-за необходимости ждать следующей части.
Согласно голосованию, проведённому среди читателей комикса, они хотели бы увидеть продолжение (в порядке популярности ответов) по телевидению, на компьютере, на мобильных устройствах, в печати. Представленные в комиксе новые персонажи получили положительные отзывы, в частности в Valve пришло множество писем, в которых их просили оставить в живых солдата Энни, которая помогла Выжившим спастись.